# Templo de los Remedios (Puebla)
El templo de Nuestra Señora de los Remedios, es un templo católico de estilo barroco y neoclásico ubicado en el Barrio de la Acocota, en la Puebla de los Ángeles, México. Data del siglo XVI, estableciéndose en la punta oriental del tlaxicalli de Tepetlapa, perteneciente al barrio indígena de Analco.

## Historia
En 1560, la población comenzó a expandirse hacia el oriente, en tierras que la ciudad concedió para el asentamiento de indígenas, en su mayoría tlaxcaltecas. Éstos fueron traídos para ayudar en la edificación de la Puebla de los Ángeles. La zona donde hoy está la iglesia solía pertenecer a Tepetlapa, uno de los cuatro tlaxicallis del barrio de Analco.
La construcción del templo inició en ese mismo año, cuando el regidor Francisco Díaz de Vargas otorgó un terreno para la edificación de una ermita para los viajeros.
Al comienzo,  la capilla se dedicó a Santiago el Mayor, pero después fue sustituido por el de la Virgen de los Remedios. Según cuenta la leyenda, una india panadera apoyó la construcción del templo actual y donó esta figura como una muestra de agradecimiento a un milagro que se le había concedido. Desde entonces, se decidió que fuera la patrona del templo.
Solía poseer un gran atrio-cementerio, hasta su clausura en el siglo XIX. El terreno es conocido actualmente como "parque Miguel Negrete". 
Debido a su cercanía  a los Fuertes de Loreto y Guadalupe, el templo fue utilizado como cuartel por el General Ignacio Zaragoza durante la batalla del 5 de mayo en 1862. Recibió desde la muerte del general el nombre de Fuerte Zaragoza, hasta que las instalaciones militares se desmantelaron. 
Oficialmente, forma parte del barrio de la Acocota, parte del barrio original de Analco. La colonia de Los Remedios se formó a sus espaldas en 1883.

## Descripción
La decoración de la fachada está hecha con argamasa y con motivos vegetales, roleos y querubines. Las columnas resaltan debido a que simulan estar cubiertas de hojas y flores. 
En la parte superior, se puede apreciar a San Miguel Arcángel, colocado debajo de un nicho está la escultura de la titular, la Virgen de los Remedios. 
La decoración interna del templo es de estilo neoclásico, donde el altar mayor está dedicado a la Virgen de los Remedios, que según cuenta otra leyenda diferente a la de la panadera, fue traída por Juan Rodríguez de Villafuerte, uno de los soldados que acompañó a Hernán Cortés.
A la entrada, del lado de la epístola, se aprecia un cuadro de gran tamaño que presenta a la Inmaculada Concepción que está situada sobre un orbe que representando al primer hombre y la primera mujer existidos en la tierra , Adán y Eva en el paraíso.
La pintura del Atlas Seraphicus ubicada dentro de la iglesia del beato Sebastián de Aparicio de la Iglesia de San Francisco, fue utilizada como el mismo modelo para la Virgen de los Remedios.